# UP M-10000
Der UP M-10000 war ein im Februar 1934 bei der Union Pacific Railroad in Dienst gestellter, stromlinienförmig gestalteter dreiteiliger Schnelltriebwagen mit dieselelektrischem Antrieb für den Tagesverkehr. Neben dem wenige Wochen später für die Burlington Route fertiggestellten Pioneer Zephyr gilt der M-10000 als der erste im kommerziellen Personenverkehr eingesetzte Stromlinienzug Nordamerikas.

## Technische Beschreibung
Die selbsttragenden Wagenkästen und deren Inneneinrichtung entstanden unter Federführung des Ingenieurs Martin Blomberg aus dem Hause Pullman-Standard, dessen Design in den USA durch drei Patente geschützt war. Für die neuartige genietete Leichtbauweise des Schnelltriebwagens kam die Aluminiumlegierung Duraluminium zum Einsatz, die zur damaligen Zeit noch nicht geschweißt werden konnte.
Der 62 m lange und 77 t schwere Zug bestand aus drei Wagenelementen, die auf Vorschlag von Union Pacific-Chefingenieur A. H. Fetters durch Jakobs-Drehgestelle gelenkig miteinander verbunden worden waren. Sowohl das zum Dach leicht verjüngte Wagenkastenprofil mit den gewölbten Seitenwänden wie auch der fensterlose, eiförmig gestaltete Zugschluss unterstrichen die stromlinienförmige Dynamik des als Einrichtungsfahrzeug konzipierten Triebwagens.
Ein halbkreisförmiges Lüftungsgitter, das an ein aufgerissene Raubfischmaul erinnerte, dominierte die nach vorne gewölbte Zugspitze. Dem leicht zurückversetzten Führerstand, von dem aus ein vierteiliges Fensterband dem Lokführer eine 180 Grad-Umsicht ermöglichte, folgte ein Maschinenraum und ein Gepäck-/Postabteil. Die Passagierbereiche waren mit Klimaanlage versehen. Der Mittelwagen Nr. 10400 verfügte über zwei Toiletten und ein Großraumabteil mit 60 Sitzplätzen, während im Schlusswagen Nr. 10401 neben zwei weiteren Toiletten und einem Großraum für 56 Reisende auch noch ein Thekenbereich mit kleiner Bordküche in dem sich verjüngenden Wagenende angeordnet war.
Als Antrieb lieferte die Electro Motive Company (EMC) eine im Maschinenraum eingebaute Winton 191-A Maschine. Der 600 PS (447 kW) starke „Distillate“-Motor war ein auf Dieselkraftstoffeinsatz modifizierter V12-Zylinder-Vergasermotor mit elektrischen Zündkerzen. Bremskompressor, Hauptgenerator, Steuertechnik sowie die in beiden Achsen des vorderen Drehgestell angeordneten elektrischen Fahrmotoren stammten von General Electric. Der Zug war für 145 km/h Höchstgeschwindigkeit ausgelegt, soll aber während seiner Amerika-Rundfahrt bis zu 178,6 km/h erreicht haben.

## Einsatzgeschichte
Der im Mai 1933 bei Pullman-Standard bestellte Zug wurde am 12. Februar 1934 an die Union Pacific ausgeliefert. Dabei kam erstmals die noch heute bei der UP verwendete „Armour Yellow“-gelbe Fahrzeuglackierung zur Anwendung.

### Tomorrow’s Train Today
Auf einer umfangreichen Rundfahrt wurde der M-10000 an 68 Stationen in den USA vorgestellt und von 1 Mio. Menschen, darunter dem amerikanischen Präsidenten Franklin D. Roosevelt, besichtigt. Zuvor war der eigentlich nur für den Tagesverkehr konzipierte Triebwagen am 23. Mai 1934 durch den mit einer Schlafwagenausstattung versehenen Zwischenwagen „Overland Trail“ ergänzt worden, der jedoch erst beim zweiten Triebzug M-10001 im späteren regulären Betrieb Verwendung fand. Eine weitere Million Besucher hatte der M-10000 während eines zweimonatigen Gastspiels als Ausstellungsobjekt auf der A-Century-of-Progress-Weltausstellung in Chicago.
Im Herbst endete die 20.314 km lange Amerika-Rundfahrt, bei der die unterschiedlichsten Streckenanforderungen und mehrere Klimazonen störungsfrei absolviert wurden. Der seinerzeit auch in den Medien vielbeachtete „Tomorrow’s Train Today“-Ausstellungszug wurde als eine Initialzündung für die Erneuerungsfähigkeit des amerikanischen Eisenbahnwesens während der großen Depression eingeschätzt.

### City of Salina
Am 31. Januar 1935 nahm der neue dreiteilige Union Pacific-Triebzug M-10000 zunächst als „The Streamliner“ den täglichen Betrieb von Salina im zentralen Kansas über Topeka nach Kansas City (Kansas) auf. Der dann ab 13. März 1935 auch offiziell als „City of Salina“ bezeichnete Zug konnte die 301 km lange Strecke trotz seiner zehn Zwischenhalte in 3½ Stunden zurücklegen und die Fahrzeit gegenüber dem bisherigen schnellsten dampflokbespannten Zug um 75 Minuten verkürzen.
Obwohl sich der M-10000 im Alltagsdienst insgesamt bewährte, musterte ihn die Union Pacific am 16. Dezember 1941 nach sechs Jahren bei einer Laufleistung von über 1,4 Mio. km aus. Nach dem Verkauf am 13. Februar 1942 an die Aaron Ferer Co. in Omaha (Nebraska) erfolgte die Verschrottung. Die aus einer Aluminiumlegierung bestehenden Wagenkästen wurden im April 1942 der Kriegswirtschaft zugeführt, wo derartiges Leichtmetall im Flugzeugbau Verwendung fand.

## Bildergalerie

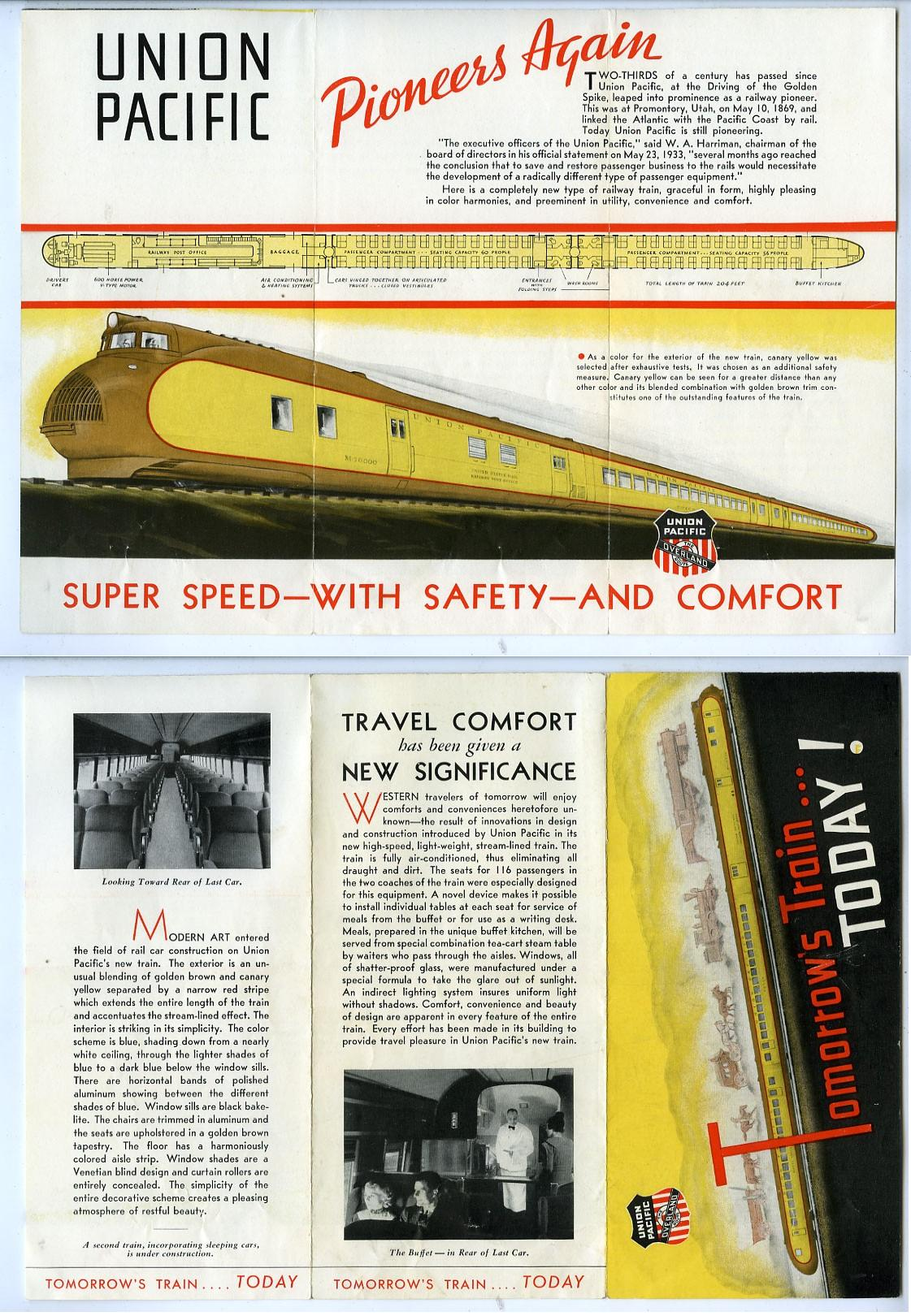
„Train of Tomorrow“-Broschüre 1934
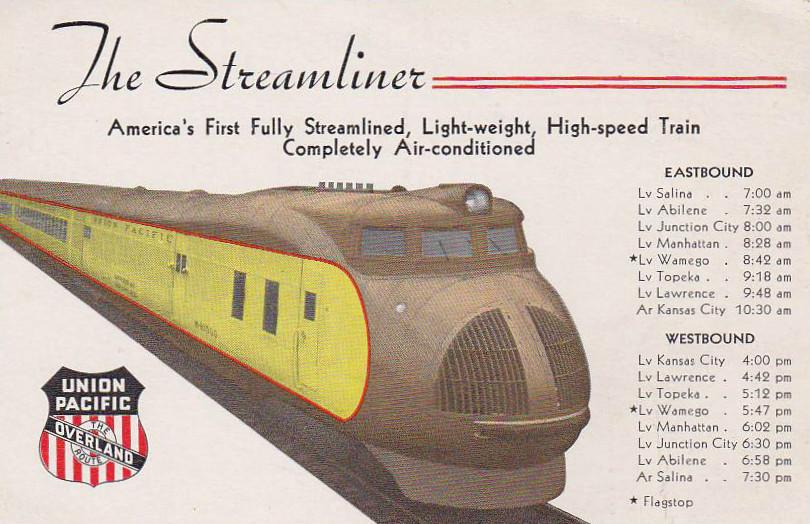
„City of Salina“-Fahrplan Salina – Kansas City 1935
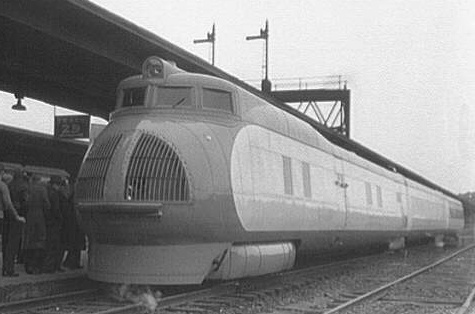
Union Pacific-Triebwagen M-10000 …
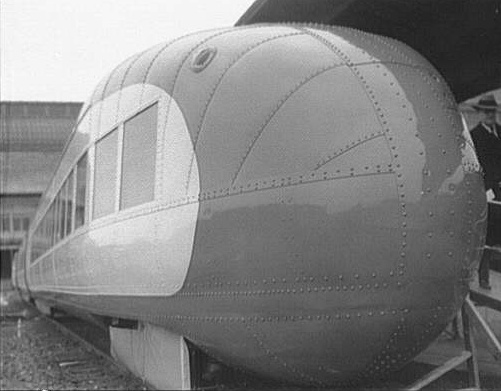
… und Schlusswagen 10401
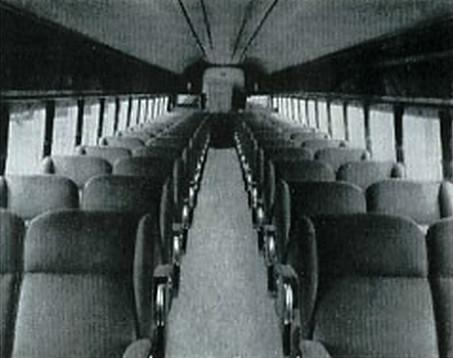
Innenansicht vom Großraumabteil …
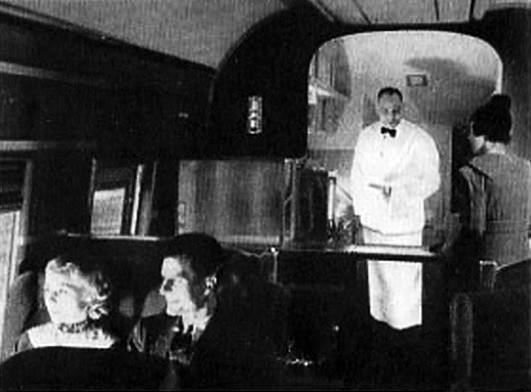
… und Zugbuffet des Wagens 10401